# Afrilobus jocquei
Afrilobus jocquei là một loài nhện trong họ Orsolobidae.
Loài này thuộc chi Afrilobus. Afrilobus jocquei được Griswold & Norman I. Platnick miêu tả năm 1987.